# Сейерстад, Осне
Осне Сейерстад (норв. Åsne Seierstad; род. 10 февраля 1970[…], Осло или Лиллехаммер, Оппланн) — известная норвежская журналистка и писательница.

## Биография
Окончила Университет Осло, где изучала русский и испанский языки и историю философии. С 1993 года по 1996 год работала корреспондентом газеты Arbeiderbladet в России, где, в частности, посещала Чечню во время Первой чеченской войны. В 1997 году работала корреспондентом той же газеты в Китае. С 1998 по 2000 была корреспондентом норвежского телевидения в Сербии, вела репортажи из Косово.
В 2001-02 годах она была корреспондентом в Афганистане. Она прожила некоторое время в доме афганской семьи, после чего написала книгу «Кабульский книготорговец», ставшую международным бестселлером.
В 2003 году она провела три месяца в Ираке перед началом вторжения коалиционных сил, после этого написала книгу «Сто один день. Багдадский дневник».
В 2006 году она вновь посетила Чечню и затем написала книгу «Ангел Грозного: сироты забытой войны».
Живёт и работает в Осло.
Награждена рядом норвежских журналистских премий.

## Книги
- With Their Backs to The World: Portraits of Serbia (2000, дополненное переиздание 2004 года)
- The Bookseller of Kabul (2003)
- One Hundred And One Days: A Baghdad Journal (2005)
- Angel of Grozny: Inside Chechnya (2007)